# مدافن (القفر)

تعديل مصدري - تعديل

مدافن محلة تابعة لقرية نمير، التابعة لعزلة بني مبارز بمديرية القفر إحدى مديريات محافظة إب في الجمهورية اليمنية، بلغ تعداد سكانها 24 حسب تعداد اليمن لعام 2004.